# Нямецька лавра
Нямецька лавра (Лавра Нямц і Секул, Старо-Нямецька лавра, Велика лавра, Нямецький монастир, рум. Mănăstirea Neamț) — чоловічий монастир Православної церкви Румунії, розташований в Румунії біля міста Тиргу-Нямц у повіті Нямц регіону Молдова.

## Історія

### Середньовіччя

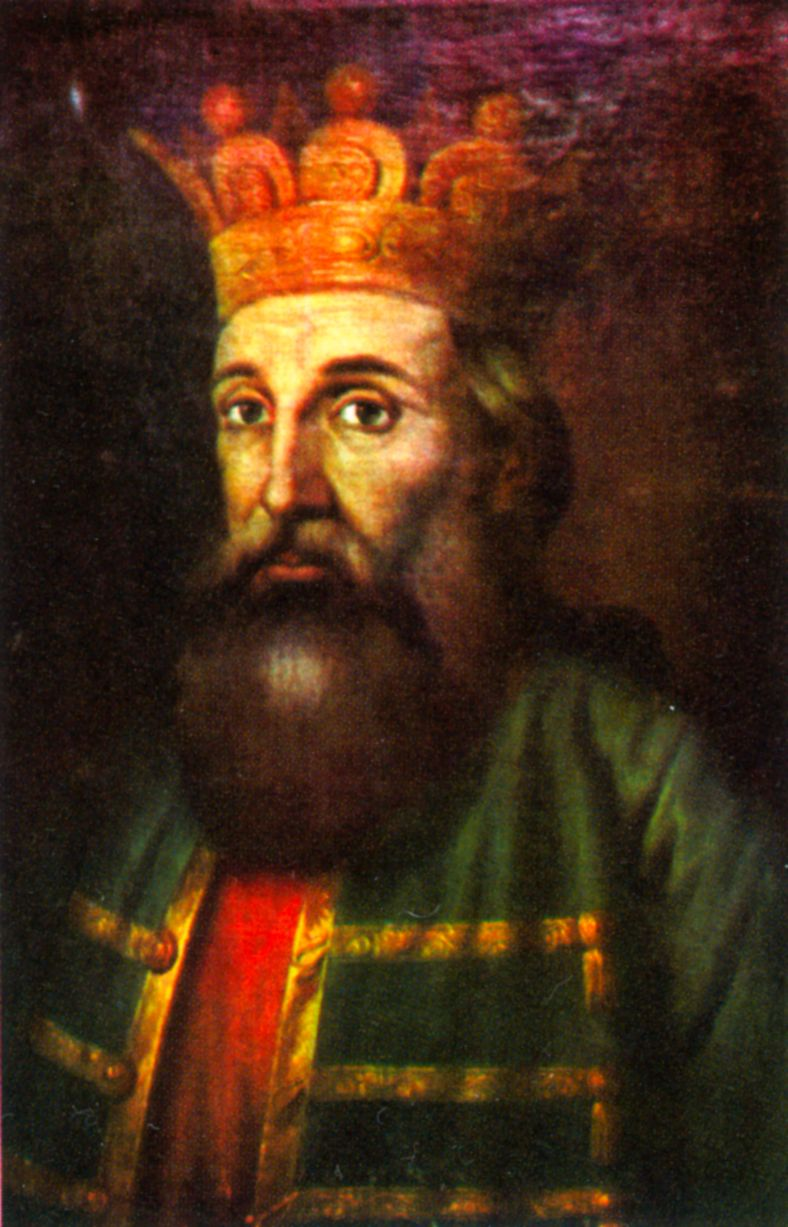
Петро I Мушат

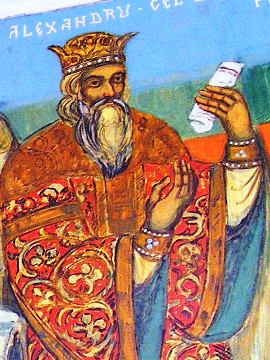
Олександру чел Бун

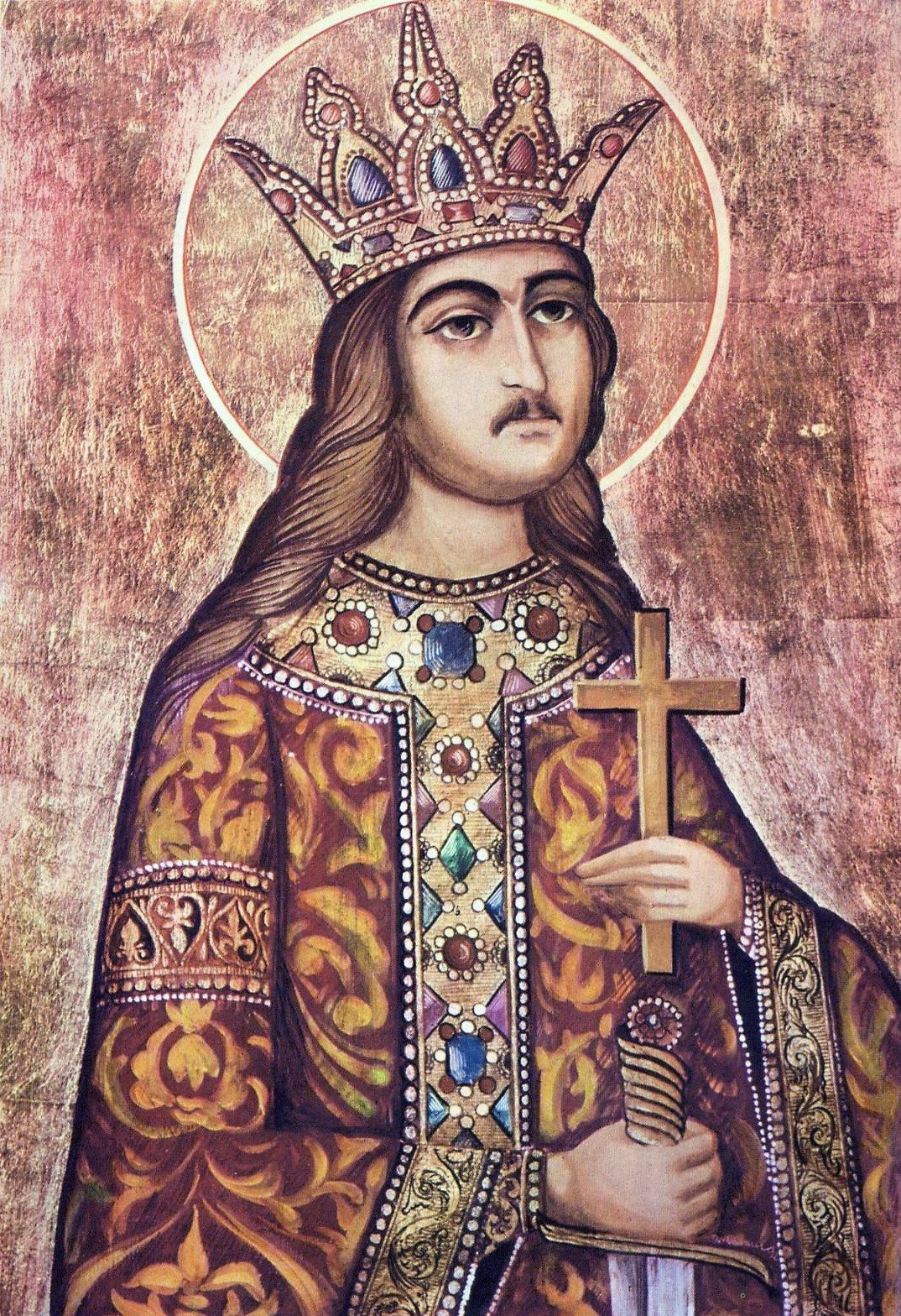
Благовірний князь Стефан Великий

Лавра заснована в 1367 році. Тривалий час монастир був центром релігійної просвіти Румунії і, через визначну значущість, користувався благодіяннями господарів, бояр і деяких російських царів. Господар Петро I Мушат побудував у XIV столітті першу церкву в обителі. Подальші господарі також облаштовували монастир. Особливо розквітла обитель за молдавського господаря Олександру чел Буна, коли замість старої дерев'яної церкви побудували нову кам'яну та спорудили дзвіницю, що збереглася до нашого часу. 31 серпня 1429 року Олександру чел Бун для вічного поминання пожертвував монастирю озеро Загорни на річці Дністер і пасіку. 23 грудня 1430 року пожертвував три млини, що розташовувалися на річці нижче озера Загорни. Крім цього чел Бун пожертвував обителі маєтки Кіцкани, Копанку та Загорну. Господарі Штефан III Великий грамотою від 17 березня 1500 року та Петру IV Рареш 15 березня 1527 року, затвердили обителі землі, пожертвувані Олександру чел Буном. Крім цього, Штефан III у 1497 році побудував соборний храм на честь Вознесіння Господнього (котрий став архітектурним зразком для багатьох церков Молдови) та пожертвував монастирю багато цінних речей. У XV столітті монастир — центр книгописания, де переписували рукописи Гавриїл Урик і каліграф Феодор Меришеску й інші відомі майстри. Нямецька лавра була одним з найбільших середньовічних центрів молдавської культури й освіти. Також, її ченці часто ставали молдавськими єпископами та митрополитами.

### Період Нової історії

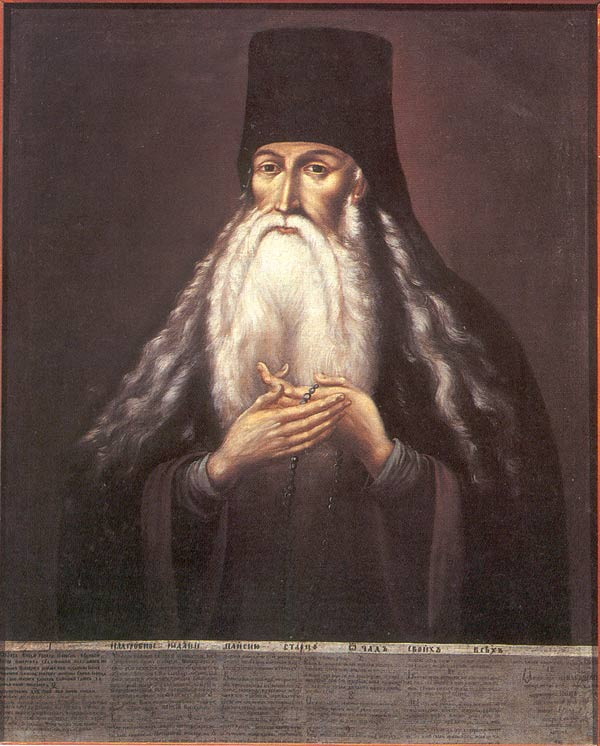
Преподобний Паїсій Величковський

На початку XVIII століття південні землі Молдови увійшли до складу Османської імперії, що позбавило лавру доходів і зв'язку з місцевим населенням. 1790 року Нямецька лавра була об'єднана з іншим великим монастирем Секул під загальним управлінням. З 1779 року в монастирі перебував преподобний Паїсій Величковський, який об'днав навколо себе багато іноків, що хотіли проходити послух за традиціями стародавнього православного чернецтва. У монастирі преподобний Паїсій створює своєрідну духовну школу, а його учні зіграли велику роль у відродженні православного чернецтва. Серед ченців лаври, що зібралися біля Паїсія, були молдавани, росіяни, українці, болгари, серби та ін. Через це Паїсій встановлює паралельне богослужіння румунською і церковнослов'янською мовах. За вказівкою Ясського митрополита, старець склав чернечий «Статут і чин общежитійного життя», якого дотримувалися нямецькі ченці; займався перекладом аскетичних творів древніх отців чернецтва з давньогрецької російською (зокрема, Добротолюбіє, Ліствиця та Повчання преподобного Ісаака Сирина). На Вознесіння (храмове свято лаври) у обитель стікалося багато прочан з Молдови, Волощини та слов'янських земель, яких він цілодобово приймав. При преподобному Паїсії у монастирі було 1100 ченців 23-х національностей: греки, українці, росіяни, румуни, болгари, македонці тощо. Помер старець Паїсій 1794 року. Наприкінці XVIII — на початку XIX століття у монастирі трудився його учень — святий Григорій (Даскел), який пізніше став митрополитом. Він переклав чимало духовних праць з грецької на румунською, написав житіє святого Паїсія та «Житія святих» у 12 томах.
З часом у лаврі з'явилася друкарня, де друкували богослужбові, аскетичні та повчальні книги румунською, російською і грецькою мовами. Перші книги були надруковані 1806-го. Саме ж видавництво в монастирі існує з 1808-го. 1812 року східна Молдова (Бессарабія) увійшла до складу Російської імперії. Своєю чергою російська влада, зацікавлена в зміцненні православ'я, повернула обителям маєтки, що раніше належали їм. Таким чином, лавра, яка мала у Бессарабії декілька десятків сіл, налагодила зв'язок з місцевими жителями та поліпшила своє матеріальне становище. Під час нападу турок у 1821 році біля лаври відбулося обрітення чудотворної Нямецької ікони Божої Матері. Пізніше на тому місці був побудований храм в ім'я святого Іоанна Сочавського та лікарня, а потім і скит. Про життя монастиря у XIX столітті єпископ Арсеній (Стадницький) писав: «У ризниці цього монастиря зберігається й одне російське Євангеліє, дуже велике, яке на вході несуть два ієродиякони. Під час угорської кампанії 1848 року головнокомандувач армією генерал-ад'ютант Олександр Лідерс відвідав Нямецький монастир. У обитель від імператора Миколи Павловича він привіз десять пар священицьких риз. А настоятелеві монастиря архімандритові Неонилу вручив орден св. Анни II-ого ступеню. Цей же імператор пожертвував монастирю гроші для спорудження лікарні». З 1856 року, маєтками лаври у Бессарабії керував особливий уповноважений — ієромонах Феофан (Кристя) (1812—1884 роки).

#### Гоніння на монастир румунської влади
Скрутні часи настали для монастиря в середині XIX століття. 1859 року до влади в Румунії прийшов Александру Куза, при якому почалися утиски щодо Церкви, яку підпорядкували світському уряду. Міністри почали розпоряджатися єпископськими кафедрами та настоятельськими місцями. Куза провів секуляризацію монастирських угідь (перетворення їх у державну власність) і сприяв католицизму. Куза указом № 121 у 1859 року призначив комісію для перегляду монастирського майна. 2 липня 1859 року комісія разом із військовими прибула у Нямецький монастир. Вони повідомили наміснику обителі архімандриту Герасиму та всіх монахів на трапезі про ціль свого прибуття. Комісія створила особливий «Адміністративний комітет» з монастирських іноків, які вийшли з послуху до митрополита та ігумена монастиря. Комітет повинен був:
1. піклуватися про достатнє утримання їжею братії та скота, що належав монастирю;
2. слідкувати за прислугою при монастирі;
3. щоденно звітувати про кількість вживаних продуктів і про число осіб, які харчувалися в монастирі;
4. слідкувати за утриманням лікарні та монастирської школи.

Архімандрит Андронік (Попович) згадував: «18 жовтня 1859 року, в день пам'яті святого апостола та євангеліста Луки, після Божественної Літургії, міністр сповідань із іншими членами комісії та з ієромонахом Софронієм (Вирнавом) вирушили до намісника та наказали: „Отець архімандрит, розпорядіться, щоб з цього часу не проводилися служби на слов'янській мові“. Старець відповів, що не піде на це. Тоді роздратований міністр ударив тричі кулаком по столу та закричав на ігумена монастиря: „Я тобі наказую добровільно виконати цю постанову уряду“. На це старець відповів, що він поставлений зовсім не для того, щоб руйнувати монастирські порядки, а зберігати їх. Виконувати їх тому, що вони були встановлені блаженним старцем Паїсієм. Почувши таку відповідь, комісари попрямували в соборну церкву. У храмі вони стали викидати на підлогу всі богослужбові книги на слов'янській мові, які потім були віднесені в монастирську вежу. Деякі отці протестували й за це були арештовані».
Згодом урядова комісія вигнала намісника Герасима з монастиря. Замість нього тимчасово виконував обов'язки намісника монастиря монастирський духовник ієромонах Ісіхій. Братія лаври просили у митрополита Молдавсько-Сочавського Софронія (Миклеску) захисту від світської влади і відновити архімандрита Герасима намісником. Митрополит подав протест проти насильницьких дій урядової комісії в центральну комісію князівств. Також, монахи звернулися до уповноваженого монастирськими угіддями в Бессарабії ієромонаха Феофана (Кристі) (місцеперебуванням якого була Російська імперія), просячи його бути посередником перед російським урядом у клопотанні про підтримку православної віри в Румунії. Своєю чергою ієромонах Феофан звернувся з проханням до архієпископа Кишинівського і Хотинського Антонія (Шокотова) з клопотанням захистити лавру, а якщо виходу немає, то просити перед Святійшим Синодом Російської Православної Церкви побудував у Бессарабії нову обитель, як дочірню лаврі.
1860 року ієромонах Феофан вирушає в Санкт-Петербург. Одним із завдань отця Феофана було повернення маєтків Кіцкани і Копанка у володіння лаври. 8 листопада 1860 року голова міністерства Когальничяну прибув з поліцейськими в резиденцію митрополита Софронія, коли владика служив літургію. Жандарми не дали архієрею закінчити богослужіння, схопили його і заточили в Слатинському монастирі. Намісника архімандрита Герасима заточили в монастирі Кошула. Вони знаходились ув'язненими під досить строгим наглядом жандармів. Через це митрополит подав прохання про звільнення його з архієрейської кафедри і згодом помер. На це ієромонах Феофан написав листи Константинопольському патріарху Іоакіму II та Святійшому Синоду Російської Православної Церкви про гоніння на православних у Румунії. Новим намісником Нямецького монастиря був обраний ієромонах Тимофій. 11 квітня 1861 року ієромонах Феофан клопотав перед архієпископом Кишинівським і Хотинським Антонієм (Шокотовим) про дозвіл влаштувати у вже повернених лаврі маєтках Кіцкани і Копанка новий чоловічий монастир для розміщення в ньому ченців, що прибувають з Молдови. Поки ж обитель будуватиметься, ієромонах Феофан просив дозволу нямецьким ченцям здійснювати богослужіння і виконувати монастирське правило за статутом Нямецької лаври в приходській церкві села Немцень Кишинівського повіту. В результаті гонінь, багато ченців покинули обитель, вирушивши на Афон і у Бессарабію, де на чолі з духівником обителі, архімандритом Андроніком (Поповичем), 32 монахи заснували у 1864 році Кицканський монастир, який іноді називають Ново-Нямецькою лаврою (у цьому випадку Нямецьку лавру називають Старо-Нямецькою лаврою).

### Період Новітньої історії

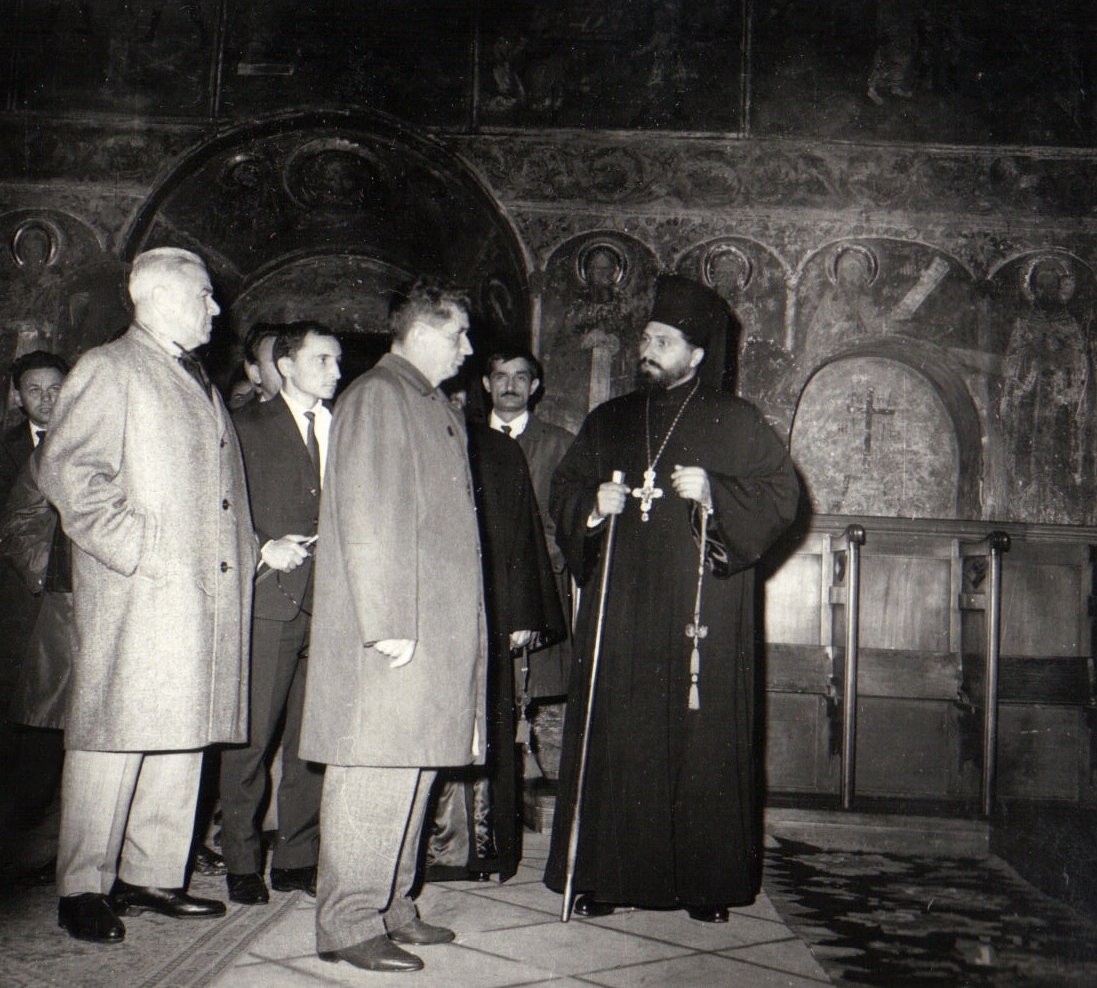
Ніколае Чаушеску в Нямецькій лаврі, 1966 рік

У 1920-і роки була невелика пауза у видавничій діяльності лаври. Але з 1922 року діяльність видавництва відновилася. Після запровадження у Румунській Православній Церкві з 1 жовтня 1924 року нового Григоріанського календаря, нямецькі монахи разом з іншими молдавськими монастирями виступили проти нового стилю. З тим, новий стиль був все ж таки введений у монастирі, тому в знак протесту з лаври пішли 7 насельників. 1934 року кількість насельників лаври разом з двома скитами доходила до 800 чоловік. У Лаврі також знаходилися Духовна семінарія, друкарня митрополита Молдови та велика бібліотека. Після приходу до влади комуністів у Румунії після Другої світової війни число ченців у лаврі зменшилося. Якщо у 1948 році в обителі було 500 ченців, то після декрету 1956 року залишилося тільки 30, тому що ченців молодших 70 років примушували працювати. Монастирські скити були закриті. Тільки після декрету 1964 року ченці стали повертатися. 1980 року в лаврі було вже багато монахів. При комуністах у Лаврі постійно діяла друкарня: це було єдине церковне видавництво, яке випускало книги і календарі для Румунської церкви.
З 2003 року при монастирі діє великий культурно-паломницький центр. У ньому є готель на 100 місць, трапезна на 120 місць, зал для конференцій на 900 місць, інтернат, інформаційний центр для паломників. Станом на 2007 рік у монастирі подвизалося 63 ченці та 50 у скитах. Всього у монастиря вісім скитів — в горах і в лісі, недалеко від монастиря. У 60 кілометрах від монастиря розташовані монастирські виноградники — сім гектарів землі. Поряд з монастирем знаходяться храм в ім'я святого Іоанна Сучавського і лікарня. У монастирі діє найбільша і найстаріша бібліотека в Румунії (22 тисячі друкарських і рукописних книг). Здебільшого це духовна література XVII—XVII століть. Ця спадщина ефективно використовується: рукописи і книги перевидаються, з ними працюють фахівці, учені використовують їх як матеріал для наукових праць. Поряд з монастирем відкрита семінарія. Там навчається 400 студентів, з них 150 — ченці. Поряд з монастирем знаходяться храм в ім'я святого Іоанна Сучавского і лікарня. У храмі є чудотворна Нямецька ікона Божої Матері. У наш час монастир випускає багато духовної літератури: катехізиси, житія святих, життєпис подвижників Церкви. Дуже багато друкуємо книг з духовної спадщини старця Клеопи (Іліє), який подвизався в Секу.

## Монастирські свята
- головним престольним святом лаври є Вознесіння Господнє (у четвер на 40-й день після Пасхи)
- Нямецької ікони Божої Матері (26 червня/9 липня)
- преподобного Паїсія Величковського (15/28 листопада)
- благовірного князя Стефана Великого (2 липня)

## Святині монастиря
- Румунська ікона Спасителя
- Нямецька ікона Божої Матері
- глава преподобного Сімеона Дивногорця
- ікона великомученика Георгія Побідоносця
- частиці мощей преподобного Паїсія Величковського
- костниця в крипті монастирського кладовищенського храму

## Споруди
- Вознесенський собор (1497 р.)
- Свято-Георгіївська церква
- В'їзна вежа у лавру
- Бібліотека

|                     |
| Вознесенський собор |

|                           |
| Свято-Георгіївська церква |

|                     |
| В'їзна вежа у лавру |

|            |
| Бібліотека |

## Святі монастиря
- благовірний князь Стефан Великий (2 липня)
- преподобний Паїсій Величковський (15/28 листопада)

|                |
| Стефан Великий |

|                      |
| Паїсій Величковський |

## Зображення монастиря
- Нямецька лавра на wikimapia.